# Tachipnea transitoria del neonato
Per  tachipnea transitoria del neonato  definita anche sindrome del polmone umido neonatale, in campo medico, si intende un disturbo respiratorio del neonato

## Epidemiologia
Colpisce prevalentemente i nati con intervento o comunque prematuri, fattore di rischio costituisce la presenza di diabete nella madre.

## Sintomatologia
Fra i sintomi e i segni clinici ritroviamo respirazione accelerata, cianosi

## Esami
Si effettua una radiografia del torace.

## Terapia
Il trattamento consiste nella somministrazione di ossigeno, nei casi più gravi occorre una ventilazione meccanica, dopo pochi giorni dalla nascita solitamente si normalizza la situazione.